# Енн Д'Арнонкур
Енн Д'Арнонкур (англ. Anne d’Harnoncourt; 7 вересня 1943, Вашингтон, США — 1 червня 2008, Філадельфія, Пенсільванія, США) — американська мистецтвознавиця, фахівчиня з сучасного мистецтва і творчості Марселя Дюшана. Кураторка та директорка Художнього музею Філадельфії.

## Життєпис
Народилася 7 вересня 1943 року у Вашингтоні. Її батьком був Рене Д'Арнонкур, директор Нью-Йоркського музею сучасного мистецтва; мати, Сара Карр, модна дизайнерка. Енн навчалася у приватній школі для дівчаток (The Brearley School), потім вступила до коледжу Редкліфф в Кембриджі, Массачусетс, який закінчила в 1965 році. Вона спеціалізувалася в німецькій та англійській літературі та історії. В останній рік навчання вона почала цікавитися мистецтвом та відвідала кілька курсів з історії архітектури та китайського живопису. Після навчання в коледжі Д'Арнонкур вирішує поглибити знання в історії мистецтва та вступає до магістратури до Інституту мистецтва Курто, де вона навчалася у 1965—1966 роках. На першому році навчання вона сфокусувалася на європейському мистецтві з 1830 року. На другому році Д'Арнонкур провела дослідження, присвячене мистецтву Італії, Франції та Німеччини у період 1900—1915 років. Її перший музейний досвід роботи був у галереї Тейт Британія у Лондоні, де вона стажувалася півроку під час навчання у магістратурі. Енн Д'Арнонкур займалася підготовкою повного каталогу 30 картин та малюнків прерафаелітів для колекції 1966—1967 років.

## Кар'єра
У 1967 році Енн Д'Арнонкур почала працювати у Художньому музеї Філадельфії як асистентка куратора у департаменті живопису та скульптури. В 1969 році стала асистенткою куратора мистецтва XX століття в Чиказькому інституті мистецтв. На цій позиції вона працювала два роки. В 1971 році Д'Арнонкур повернулася до Філадельфії і посіла посаду кураторки мистецтва XX століття, створену спеціально для неї.
У 1972 році д'Арнонкур повернувся до Музею мистецтв Філадельфії (ММФ) як кураторка мистецтва XX століття. Вона працювала на цій посаді з 1972 по 1982 рік. Експертка з мистецтва Марселя Дюшана, у 1973 році вона співорганізувала велику ретроспективну виставку його робіт, яка з Філадельфії перемістилася до Музею сучасного мистецтва та Інституту мистецтв Чикаго. Інші виставки, організовані чи співорганізовані д'Арнонкур, включали полотна в стилі футуризму та міжнародного авангарду (1980), Вайолет Оклі (1979), Вісім художників (1978) і Джон Кейдж: партитури та гравюри (1982).
Під час перебування на посаді кураторки д'Арнонкур відновила постійні галереї у крилі ММФ, присвячені мистецтву XX століття, створивши експозиції, спеціально присвячені творчості Дюшана та скульптора Константіна Бранкузі. Під її кураторством Музей мистецтв Філадельфії взяв на себе зобов'язання істотно розширити свою сучасну колекцію, придбавши важливі роботи Джаспера Джонса, Еллсворта Келлі, Дена Флавіна, Сола Левітта, Бріса Мардена, Агнес Мартін, Елізабет Мюррей, Класа Ольденбурга, Кетрін Енн Портер, Доротеї Рокберн, Джеймса Розенквіста та Френка Стелла серед інших.
1982 року Енн д'Арнонкур очолила Художній музей Філадельфії. Цю посаду вона обіймала до кінця життя. 
Анна Д'Арнонкур несподівано померла 1 червня 2008 році через зупинку серця на 65-му році життя. У неї залишився чоловік Джозеф Дж. Рішель, який працює старшим куратором європейського живопису до 1900 року Музею мистецтв Філадельфії. У 2008 році її наступником було обрано директора Клівлендського музею мистецтв Тімоті Руба.